# 第1空挺団 (陸上自衛隊)
第1空挺団（だいいちくうていだん、英: JGSDF 1st Airborne Brigade）は、陸上自衛隊習志野駐屯地（千葉県船橋市）に駐屯する陸上総隊隷下の普通科（空挺）部隊である。団編制となっており、団長は陸将補（二）が充てられ、3個普通科大隊を基幹としている。専門的機能を備えた機動運用部隊とされている。
部隊の標語は「精鋭無比」および「挺身赴難」。陸上自衛隊唯一の特殊部隊である特殊作戦群創設の際には母体ともなった。また「千葉隊区長」として、高射学校、需品学校と共に千葉県全域の災害派遣を担当するほか、北部を中心に16市8町の災害派遣・広報などを担当する。
なお、陸上自衛隊における「空挺団」は本団のみであり、「第2空挺団」や「第3空挺団」などは存在しない。

## 概要

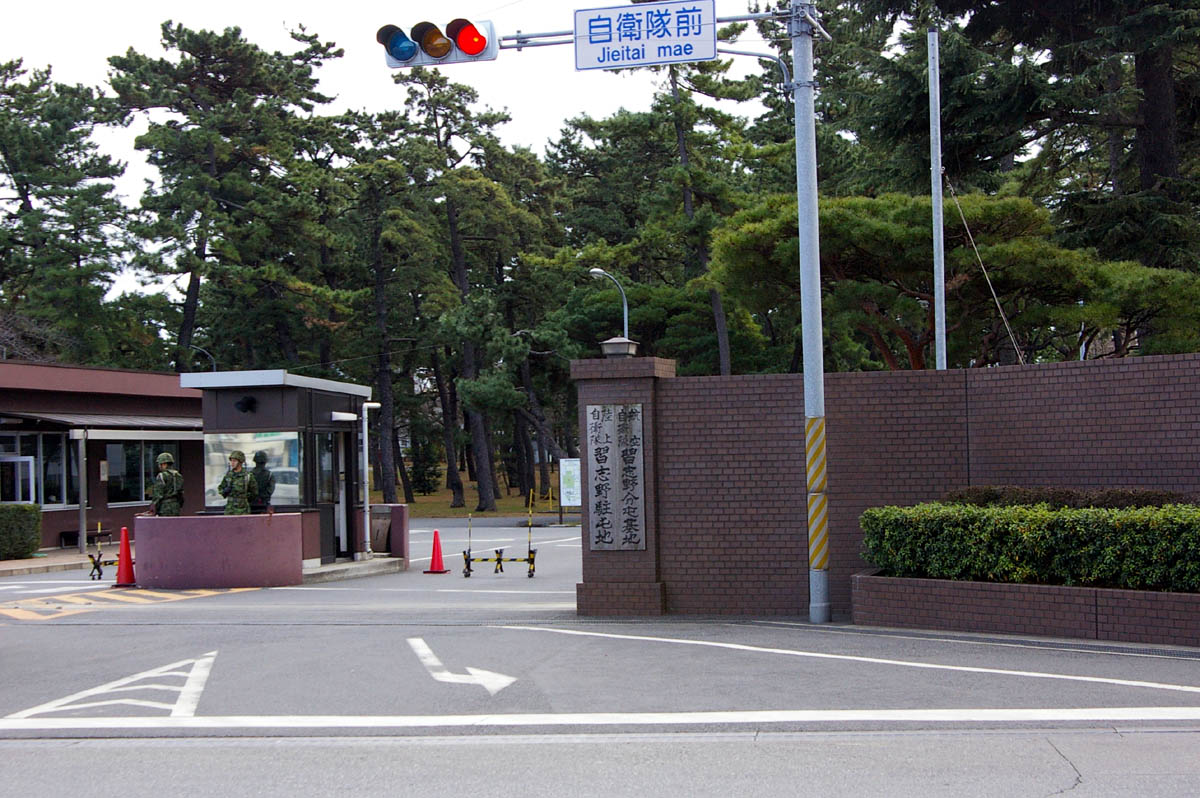
習志野駐屯地（正門）

第1空挺団は空中機動作戦、即ち航空自衛隊の輸送機（C-1・C-130H・C-2）からの落下傘降下による空挺作戦（エアボーン作戦）と、陸上自衛隊のヘリコプター（UH-1J・UH-60JA・CH-47J/JA・UH-2・V-22）を使ったヘリボーン作戦を展開する能力をもった空挺部隊である。また、各国軍の空挺部隊と同様、精鋭軽歩兵としての位置付けがなされている。そのため、国内に浸透した特殊部隊に対して即応することを要求されている。
創設後、しばらくは東部方面隊隷下ではあるが防衛庁長官直轄の機動運用部隊と位置付けられてきた。その後、2007年（平成19年）、高い即応性を持つ機動運用部隊として中央即応集団の隷下へと編成替えとなり、2018年（平成30年）3月には中央即応集団廃止に伴い陸上総隊隷下部隊に移行した。
部隊編制は、団本部および3個普通科大隊のほか、特科大隊、後方支援隊などからなり、空挺教育の部隊も含まれている。訓練に際しては、習志野演習場をはじめとする各地の演習場のほか、輸送機への搭乗には海上自衛隊下総航空基地の利用も行われる。海上への降下訓練は、鋸南町沖合の海域などが使われる。

### 帝国陸軍挺進団（挺進部隊）からの伝統
第1空挺団の事実上の前身は、太平洋戦争（大東亜戦争）緒戦の南方作戦（蘭印作戦）のパレンバン空挺作戦などで活躍し、「空の神兵」と謳われた帝国陸軍挺進部隊（第1挺進団・第2挺進団・滑空歩兵連隊・挺進飛行団等：第1挺進集団）である。
第1空挺団は、初代空挺教育隊長および第1空挺団初代団長を務める衣笠駿雄元陸軍少佐（のち第8代陸上幕僚長・第6代統合幕僚会議議長。最終階級は統幕議長たる陸将）に率いられ、帝国陸軍挺進部隊の元隊員らから構成される第1次研究員20人によって創設された。また創成期に空挺教育隊研究科長を務めていた田中賢一元陸軍少佐（のち空挺普通科群長、第1空挺団副団長。最終階級は陸将補）。は、戦時中は一貫して帝国陸軍挺進部隊に属する挺進兵であり、旧挺の伝統継承に尽力し空挺団の土台を構築した。
隊歌は「空の神兵」がそのまま継承されており、「降下訓練始め」では歌唱付きで場内放送される。また、習志野駐屯地の空挺館（旧陸軍施設）では帝国陸軍挺進部隊の顕彰展示がされているほか、OB会である全日本空挺同志会により「空の神兵之像」が同駐屯地内に建立されている。

## 沿革

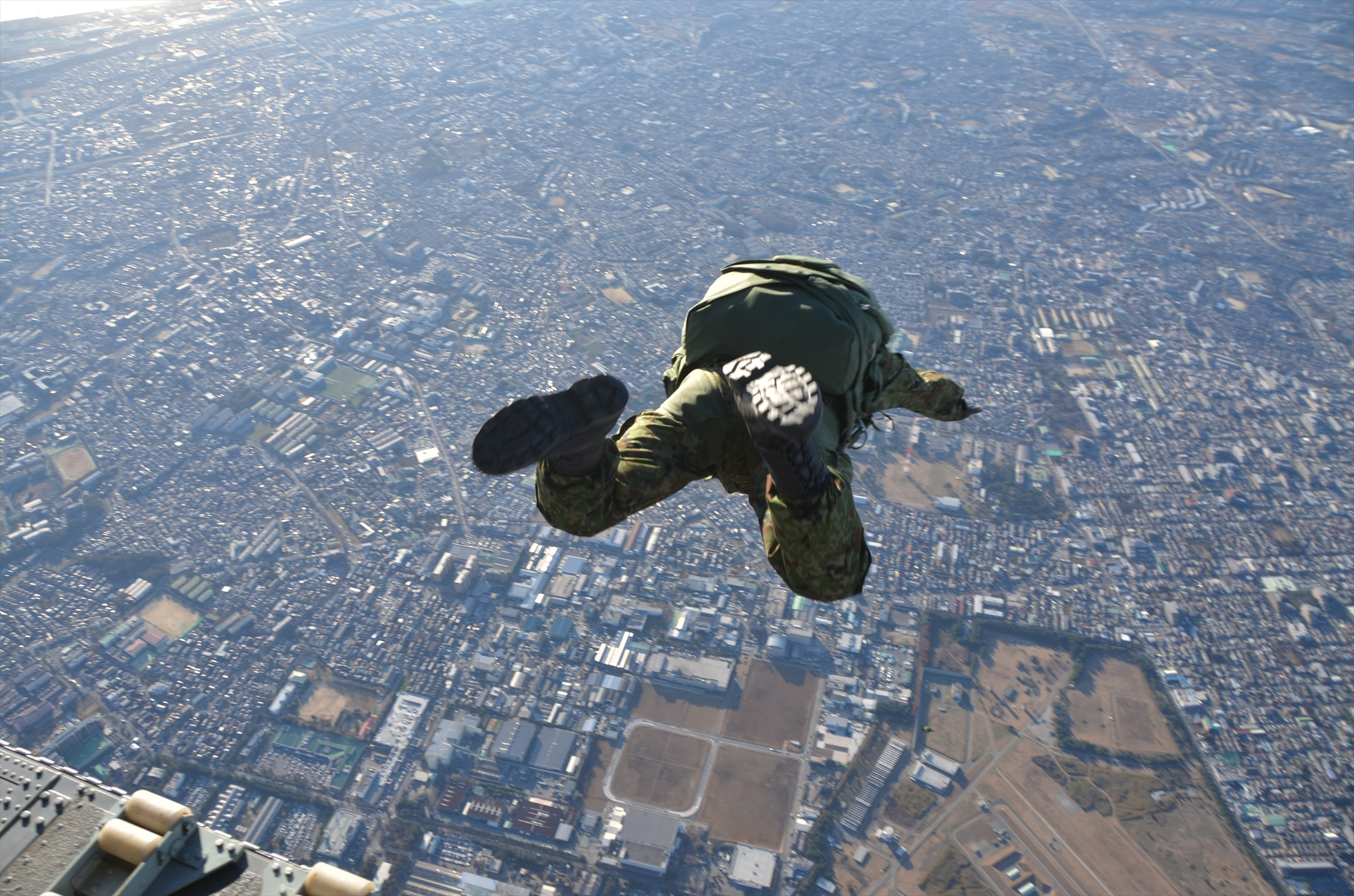
自由降下（習志野演習場上空）

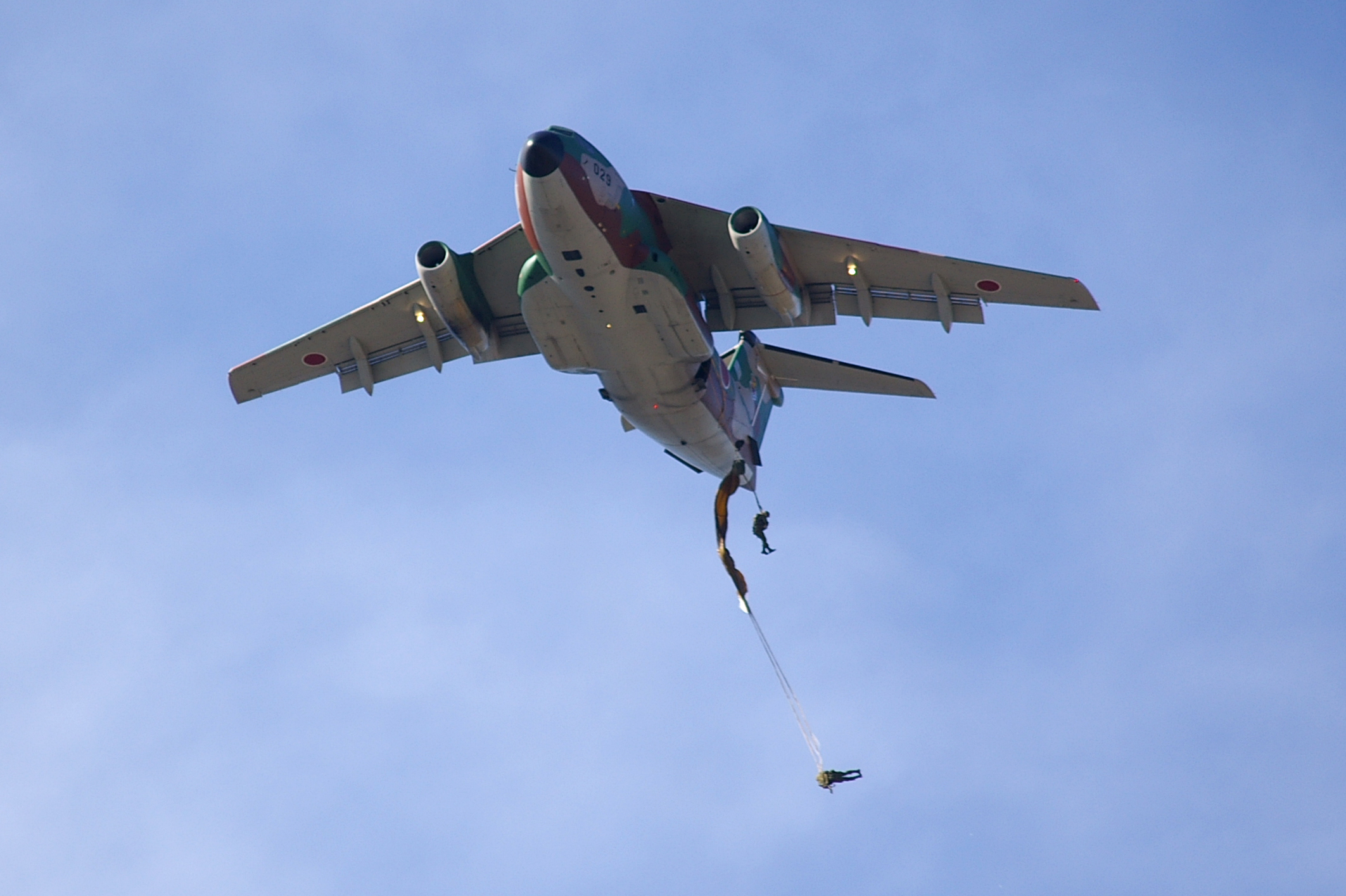
C-1からの自動索降下（「第1空挺団降下訓練始め」にて）

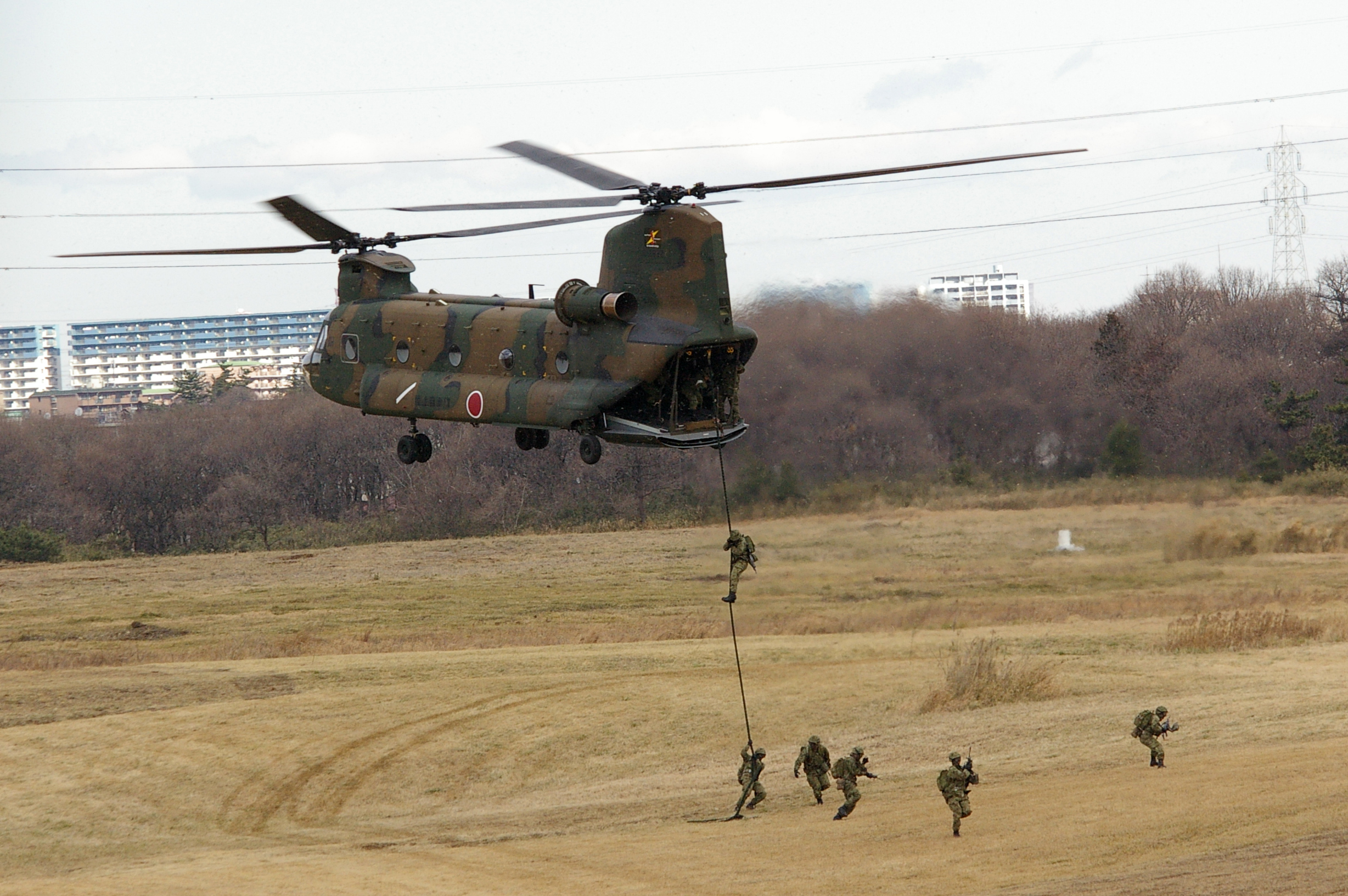
CH-47からのファストロープ降下（「第1空挺団降下訓練始め」にて）

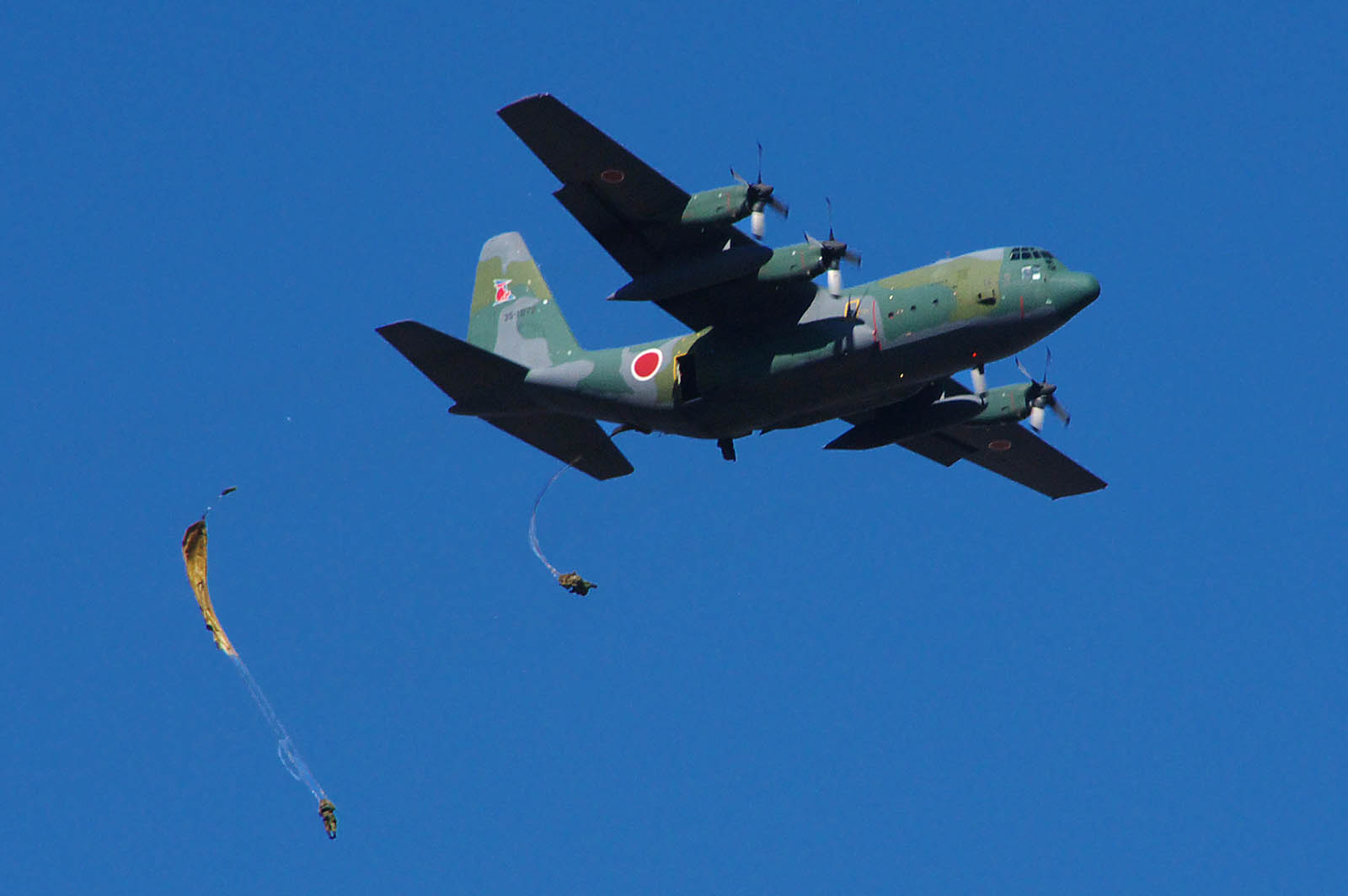
C-130H支援の第1空挺団降下

### 草創期
- 1952年（昭和27年）
  - 月不明：戦後日本において、保安隊から陸上自衛隊への改編に際し、陸上自衛隊の目標、基盤となる最精鋭部隊の創設が検討される。当時は米軍供与のC-46輸送機も不足しており、空挺部隊として国防作戦での具体的な運用案はなかった。また、米国陸軍の軍事顧問団長であったジェラルドJ.ヒギンズ少将の勧告も受け、精鋭部隊という位置付けで空挺部隊創設が選択された。
  - 6月：衣笠駿雄元陸軍少佐、第一幕僚監部にて、米軍と自衛隊の機甲戦力差、普通科部隊の特科火力による支援を前提にした運用を新設空挺部隊にも適用することに疑問を呈する。各人の戦闘能力を重要視した「特殊作戦」を行う部隊としての地位を具申。
- 1954年（昭和29年）
  - 9月：衣笠駿雄元陸軍少佐以下、第1次研究員訓練開始（福岡県香椎アメリカ軍キャンプ、第187空挺連隊「ラッカサンズ」駐屯）。
  - 10月8日：航空自衛隊のC-46で20人が初降下する。

### 臨時空挺練習隊
- 1955年（昭和30年）1月10日：臨時空挺練習隊が福岡駐屯地で創設される。
  - 4月5日：臨時空挺練習隊が福岡駐屯地から習志野駐屯地に移駐。
  - 8月8日：第1期生教育開始。

### 空挺教育隊
- 1955年（昭和30年）8月31日：空挺教育隊編成完結。

### 空挺教育隊・第101空挺大隊
- 1956年（昭和31年）
  - 1月25日：空挺教育隊隷下に第101空挺大隊が編成。
  - 8月：55式傘（分離式）使用開始。
  - 10月8日：島松演習場において第7混成団統裁で陸上自衛隊初の対空挺演習に対抗部隊として参加（～10月10日まで）。
- 1958年（昭和33年）
  - 1月：レンジャー集合訓練を開始。
  - 6月24日：第101空挺大隊（習志野駐屯地）を廃止。

### 第1空挺団
- 1958年（昭和33年）6月25日：第1空挺団が編成完結。初代団長は衣笠駿雄（陸士48期）。

1958年創設当時の編成
団本部（団本部中隊）、普通科群、特科大隊、施設隊、無反動砲隊、管理中隊、衛生隊、空挺教育隊
- 1960年（昭和35年）
  - 1月14日：東部方面隊が編成され、東部方面総監に隷属[1][9]。
  - 4月1日：空挺普通科群本部にM24軽戦車5両からなる情報小隊特車班が編成[10]。
- 1961年（昭和36年）
  - 4月：60式主傘（分離式）使用開始。
  - 9月：田中賢一空挺教育隊研究科長、「空挺作戦の運用および空挺部隊の編制等に関する中間報告」を陸幕へ報告。第二次大戦時、イギリス空挺コマンド「ウィンゲート旅団」が行った作戦を参考に、「地域阻止作戦（空挺堡の占領確保による任務達成ではなく、広域で敵の行動を阻止するゲリラコマンド作戦）」を提案する。
  - 11月：自由降下の研究開始。
- 1962年（昭和37年）
  - 1月18日：情報小隊特車班が空挺普通科群本部中隊空挺戦車小隊に改称[10]。
  - 4月：第1期レンジャー課程教育が開始。
- 1968年（昭和43年）8月1日：無反動砲隊を対戦車隊（64式対戦車誘導弾を装備）に改編。
- 1969年（昭和44年）
  - 1月：「降下訓練始め」の前身となる「開傘祈願祭」が初めて実施される[11]。
  - 4月：第1期自由降下課程訓練を開始。
- 1972年（昭和47年）6月：航空自衛隊のC-1輸送機で試験降下開始。
- 1973年（昭和48年）3月8日：空挺戦車小隊が60式装甲車5両からなる空挺普通科群本部直轄空挺装甲輸送隊に改編[10]。
- 1974年（昭和49年）1月：「開傘祈願祭」を「降下訓練始め」として一般公開を開始[11]。
- 1984年（昭和59年）6月：航空自衛隊のC-130Hでの試験降下開始。
- 1987年（昭和62年）3月26日：空挺普通科群に第4普通科中隊が新編。
- 1994年（平成06年）7月：50万回無事故降下達成。
- 1995年（平成07年）
  - 5月：山梨県上九一色村のオウム真理教施設に対する強制捜査の際に、教団側の小銃等を使用した抵抗を想定して、第1空挺団の普通科群の1個中隊が富士駐屯地に訓練名目で移動して待機していたとされる[12]。
  - 7月：新自由降下傘（MC-4）使用開始。
- 1999年（平成11年）11月7日：横須賀周辺および相模湾において海上自衛隊艦艇5隻とともに在外邦人等輸送訓練を行う。
- 2000年（平成12年）7月：12傘（空挺傘M696M1。フランス製（藤倉航装でライセンス生産））
- 2002年（平成14年）3月27日：管理中隊および落下傘整備中隊を統合し、後方支援隊を新編。

2002年頃の主要編成
団本部（団本部中隊）、普通科群、特科大隊、施設隊、対戦車隊、後方支援隊、空挺教育隊

### 2003年度部隊改編
- 2004年（平成16年）3月29日：部隊改編。

1. 空挺普通科群および対戦車隊を廃止し、3個普通科大隊を新編[13]。
2. 団本部中隊隷下の通信小隊を独立させ通信中隊に改編。
3. 施設隊を拡充し、施設中隊に改編。

2004年頃の主要編成
団本部（団本部中隊）、第1・第2・第3普通科大隊、特科大隊、通信中隊、施設中隊、後方支援隊、空挺教育隊
- 2006年（平成18年）4月：第10次イラク復興支援群に警備部隊として派遣される。同年2月にはイラク派遣を逃れるために二等陸曹がホームセンターで万引きをして逮捕されている[14]。
- 2007年（平成19年）3月28日：中央即応集団発足により、東部方面隊隷下から中央即応集団隷下に編成替え。
- 2011年、3月、東北地方で発生した東日本大震災において、福島第一原発における原子炉の冷却作戦や周辺地域での行方不明者捜索や復興支援活動に部隊を派遣。
- 2012年（平成24年）5月：オーストラリアで開催された、米英仏加および東南アジア各国が参加する豪陸軍主催射撃競技会(AASAM: Australian Army Skill at Arms Meeting)に陸上自衛隊として初めて参加。結果は15か国中14位。1位とは2倍近いスコアの差をつけられたが、空挺団が持参していたのは狙撃銃ではなく89式小銃であった。ホストのオーストラリア軍も「各国は500メートル以上用の狙撃銃を使用したが日本チームは300メートル用の銃で、照星のみで照準器は無かった」とコメントしている。そのため150人程度が参加する「個人の部」では、殆どが80位以下で、中には最下位に近い者もいた[15]。
- 2013年（平成25年）
  - 5月：昨年に続きオーストラリアの豪陸軍主催射撃競技会(AASAM)に参加。昨年の反省をふまえて今度は全国から14人を選抜して大会に臨み、15か国中9位の成績となった。ちなみに、2015年大会では陸自各部隊から選抜された一人（普通科の三等陸曹）が、「小銃300メートル伏撃ち」で優勝に輝いた。
  - 11月20日：鹿児島県南大隅町の浜尻海岸沖にて、同海域として初めてとなる水上降下訓練を実施する[16]。
- 2015年（平成27年）3月26日：空挺特科大隊第3射撃中隊を習志野駐屯地に新編。
- 2016年（平成28年）南スーダン平和維持活動へ部隊を派遣。
- 2017年（平成29年）1月8日：毎年恒例の降下訓練始めに米陸軍特殊部隊・グリーンベレーが初めて参加[17]。
- 2018年（平成30年）3月27日：中央即応集団の廃止および陸上総隊発足により、陸上総隊隷下に編入[3]。
- 2019年（令和元年）
  - 9月10日～11月5日：令和元年房総半島台風(台風15号)・令和元年東日本台風（台風19号）・10月25日の大雨により千葉県内の広範囲で連続して被害を受けたため、初期活動および活動主力として災害派遣に従事[18][19][20]。
  - 9月17日：広報・災害派遣情報提供を目的にtwitterアカウントを開設。
- 2020年（令和02年）3月4日：第319期基本降下課程において、女性の3曹が養成課程を修了し、16日付で第1空挺団に配属され、初の女性団員が誕生した[21][22][23]。
- 2025年（令和07年）1月12日：「令和7年降下訓練始め」を多国間演習「NYJIP25」として実施[24]。

## 編成

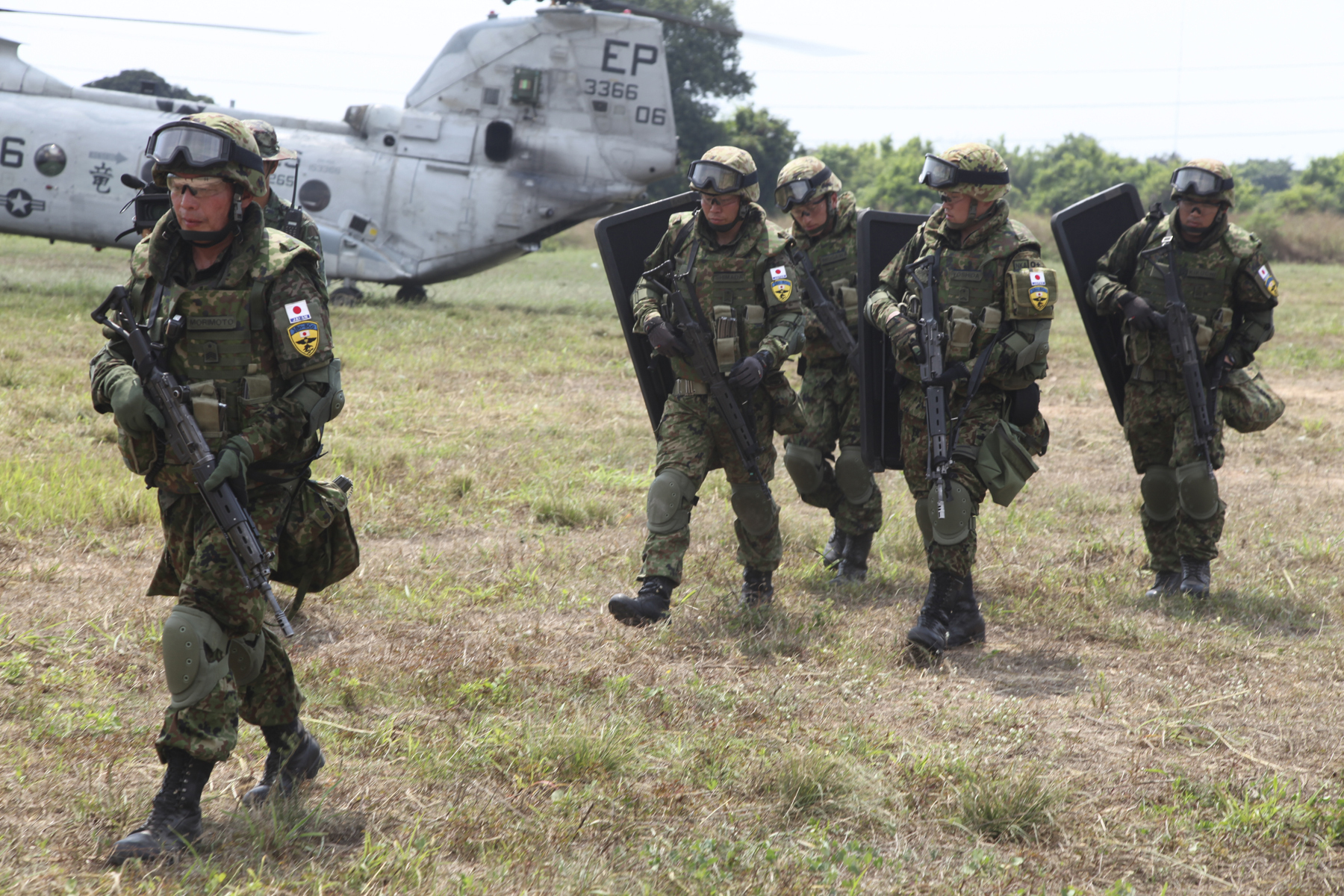
コブラゴールド演習に参加した第1空挺団の隊員（2012年）

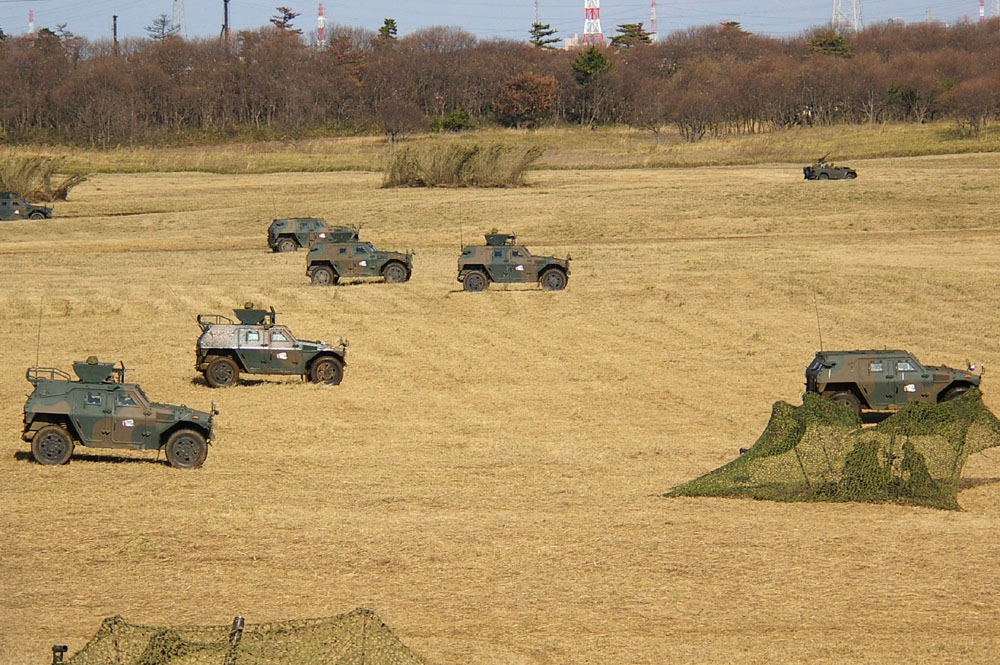
毎年1月に習志野演習場で行われる「第1空挺団降下訓練始め」での訓練展示における、軽装甲機動車による突撃の模様

- 2008年（平成20年）4月現在の空挺団の編成は団本部および団本部中隊（自由降下課程を修了した隊員を中心とする降下誘導小隊、偵察小隊で編成され、先遣降下を任務とする）を中心とし、3個普通科大隊、特科大隊、通信中隊、施設中隊、後方支援隊（隊本部、整備隊、輸送小隊、衛生小隊、落下傘整備中隊）となっている。定員は1,900人。
- 1999年（平成11年）、海外における邦人保護を目的とした50人規模の「誘導隊」が第1空挺団内にローテーション編成された。ほかに空挺教育隊があり、空挺隊員の育成はそこで行っている。
- 1958年（昭和33年）6月、発足当時の編成は団本部および本部中隊、普通科群（3個中隊）、特科大隊（2個迫撃砲中隊）、無反動砲隊、施設隊、落下傘整備中隊、衛生隊、管理中隊から成り人員は約1,350人であった[25]。

### 部隊編成
- 第1空挺団本部
- 第1空挺団本部中隊「空挺団-本」
  - 中隊本部
  - 偵察小隊
  - 降下誘導小隊
- 第1普通科大隊
- 第2普通科大隊
- 第3普通科大隊
- 特科大隊（本部中隊および3個射撃中隊から成る）120mm迫撃砲 RT装備
- 後方支援隊（整備中隊、落下傘整備中隊および衛生小隊、補給小隊）
- 通信中隊「空挺団-通」
- 施設中隊「空挺団-施」
- 空挺教育隊

### 編成表
| HQ 団本部  |            |            |            |            |            |  |  |  |  |               |               |               |               |               |               |  |  |          |          |          |          |          |          |  |  |            |            |            |            |            |            |  |  |                      |                      |                      |                      |                      |                      |  |  |
|            |            |            |            |            |            |  |  |  |  |               |               |               |               |               |               |  |  |          |          |          |          |          |          |  |  |            |            |            |            |            |            |  |  |                      |                      |                      |                      |                      |                      |  |  |
| 団本部中隊 | 団本部中隊 | 団本部中隊 | 団本部中隊 | 団本部中隊 | 団本部中隊 |  |  |  |  | 第1普通科大隊 | 第1普通科大隊 | 第1普通科大隊 | 第1普通科大隊 | 第1普通科大隊 | 第1普通科大隊 |  |  | 第1中隊  | 第1中隊  | 第1中隊  | 第1中隊  | 第1中隊  | 第1中隊  |  |  |            |            |            |            |            |            |  |  |                      |                      |                      |                      |                      |                      |  |  |
| 団本部中隊 | 団本部中隊 | 団本部中隊 | 団本部中隊 | 団本部中隊 | 団本部中隊 |  |  |  |  | 第1普通科大隊 | 第1普通科大隊 | 第1普通科大隊 | 第1普通科大隊 | 第1普通科大隊 | 第1普通科大隊 |  |  | 第1中隊  | 第1中隊  | 第1中隊  | 第1中隊  | 第1中隊  | 第1中隊  |  |  |            |            |            |            |            |            |  |  |                      |                      |                      |                      |                      |                      |  |  |
|            |            |            |            |            |            |  |  |  |  | 本部中隊      | 本部中隊      | 本部中隊      | 本部中隊      | 本部中隊      | 本部中隊      |  |  | 第2中隊  | 第2中隊  | 第2中隊  | 第2中隊  | 第2中隊  | 第2中隊  |  |  |            |            |            |            |            |            |  |  |                      |                      |                      |                      |                      |                      |  |  |
|            |            |            |            |            |            |  |  |  |  | 本部中隊      | 本部中隊      | 本部中隊      | 本部中隊      | 本部中隊      | 本部中隊      |  |  | 第2中隊  | 第2中隊  | 第2中隊  | 第2中隊  | 第2中隊  | 第2中隊  |  |  |            |            |            |            |            |            |  |  |                      |                      |                      |                      |                      |                      |  |  |
|            |            |            |            |            |            |  |  |  |  |               |               |               |               |               |               |  |  | 第3中隊  |          |          |          |          |          |  |  |            |            |            |            |            |            |  |  |                      |                      |                      |                      |                      |                      |  |  |
|            |            |            |            |            |            |  |  |  |  |               |               |               |               |               |               |  |  |          |          |          |          |          |          |  |  |            |            |            |            |            |            |  |  |                      |                      |                      |                      |                      |                      |  |  |
|            |            |            |            |            |            |  |  |  |  |               |               |               |               |               |               |  |  |          |          |          |          |          |          |  |  |            |            |            |            |            |            |  |  |                      |                      |                      |                      |                      |                      |  |  |
|            |            |            |            |            |            |  |  |  |  | 第2普通科大隊 | 第2普通科大隊 | 第2普通科大隊 | 第2普通科大隊 | 第2普通科大隊 | 第2普通科大隊 |  |  | 第4中隊  | 第4中隊  | 第4中隊  | 第4中隊  | 第4中隊  | 第4中隊  |  |  |            |            |            |            |            |            |  |  |                      |                      |                      |                      |                      |                      |  |  |
|            |            |            |            |            |            |  |  |  |  | 第2普通科大隊 | 第2普通科大隊 | 第2普通科大隊 | 第2普通科大隊 | 第2普通科大隊 | 第2普通科大隊 |  |  | 第4中隊  | 第4中隊  | 第4中隊  | 第4中隊  | 第4中隊  | 第4中隊  |  |  |            |            |            |            |            |            |  |  |                      |                      |                      |                      |                      |                      |  |  |
|            |            |            |            |            |            |  |  |  |  | 本部中隊      | 本部中隊      | 本部中隊      | 本部中隊      | 本部中隊      | 本部中隊      |  |  | 第5中隊  | 第5中隊  | 第5中隊  | 第5中隊  | 第5中隊  | 第5中隊  |  |  |            |            |            |            |            |            |  |  |                      |                      |                      |                      |                      |                      |  |  |
|            |            |            |            |            |            |  |  |  |  | 本部中隊      | 本部中隊      | 本部中隊      | 本部中隊      | 本部中隊      | 本部中隊      |  |  | 第5中隊  | 第5中隊  | 第5中隊  | 第5中隊  | 第5中隊  | 第5中隊  |  |  |            |            |            |            |            |            |  |  |                      |                      |                      |                      |                      |                      |  |  |
|            |            |            |            |            |            |  |  |  |  |               |               |               |               |               |               |  |  | 第6中隊  |          |          |          |          |          |  |  |            |            |            |            |            |            |  |  |                      |                      |                      |                      |                      |                      |  |  |
|            |            |            |            |            |            |  |  |  |  |               |               |               |               |               |               |  |  |          |          |          |          |          |          |  |  |            |            |            |            |            |            |  |  |                      |                      |                      |                      |                      |                      |  |  |
|            |            |            |            |            |            |  |  |  |  |               |               |               |               |               |               |  |  |          |          |          |          |          |          |  |  |            |            |            |            |            |            |  |  |                      |                      |                      |                      |                      |                      |  |  |
|            |            |            |            |            |            |  |  |  |  | 第3普通科大隊 | 第3普通科大隊 | 第3普通科大隊 | 第3普通科大隊 | 第3普通科大隊 | 第3普通科大隊 |  |  | 第7中隊  | 第7中隊  | 第7中隊  | 第7中隊  | 第7中隊  | 第7中隊  |  |  |            |            |            |            |            |            |  |  |                      |                      |                      |                      |                      |                      |  |  |
|            |            |            |            |            |            |  |  |  |  | 第3普通科大隊 | 第3普通科大隊 | 第3普通科大隊 | 第3普通科大隊 | 第3普通科大隊 | 第3普通科大隊 |  |  | 第7中隊  | 第7中隊  | 第7中隊  | 第7中隊  | 第7中隊  | 第7中隊  |  |  |            |            |            |            |            |            |  |  |                      |                      |                      |                      |                      |                      |  |  |
|            |            |            |            |            |            |  |  |  |  | 本部中隊      | 本部中隊      | 本部中隊      | 本部中隊      | 本部中隊      | 本部中隊      |  |  | 第8中隊  | 第8中隊  | 第8中隊  | 第8中隊  | 第8中隊  | 第8中隊  |  |  |            |            |            |            |            |            |  |  |                      |                      |                      |                      |                      |                      |  |  |
|            |            |            |            |            |            |  |  |  |  | 本部中隊      | 本部中隊      | 本部中隊      | 本部中隊      | 本部中隊      | 本部中隊      |  |  | 第8中隊  | 第8中隊  | 第8中隊  | 第8中隊  | 第8中隊  | 第8中隊  |  |  |            |            |            |            |            |            |  |  |                      |                      |                      |                      |                      |                      |  |  |
|            |            |            |            |            |            |  |  |  |  |               |               |               |               |               |               |  |  | 第9中隊  |          |          |          |          |          |  |  |            |            |            |            |            |            |  |  |                      |                      |                      |                      |                      |                      |  |  |
|            |            |            |            |            |            |  |  |  |  |               |               |               |               |               |               |  |  |          |          |          |          |          |          |  |  |            |            |            |            |            |            |  |  |                      |                      |                      |                      |                      |                      |  |  |
|            |            |            |            |            |            |  |  |  |  |               |               |               |               |               |               |  |  |          |          |          |          |          |          |  |  |            |            |            |            |            |            |  |  |                      |                      |                      |                      |                      |                      |  |  |
|            |            |            |            |            |            |  |  |  |  | 特科大隊      | 特科大隊      | 特科大隊      | 特科大隊      | 特科大隊      | 特科大隊      |  |  | 第1中隊  | 第1中隊  | 第1中隊  | 第1中隊  | 第1中隊  | 第1中隊  |  |  |            |            |            |            |            |            |  |  |                      |                      |                      |                      |                      |                      |  |  |
|            |            |            |            |            |            |  |  |  |  | 特科大隊      | 特科大隊      | 特科大隊      | 特科大隊      | 特科大隊      | 特科大隊      |  |  | 第1中隊  | 第1中隊  | 第1中隊  | 第1中隊  | 第1中隊  | 第1中隊  |  |  |            |            |            |            |            |            |  |  |                      |                      |                      |                      |                      |                      |  |  |
|            |            |            |            |            |            |  |  |  |  | 本部中隊      | 本部中隊      | 本部中隊      | 本部中隊      | 本部中隊      | 本部中隊      |  |  | 第2中隊  | 第2中隊  | 第2中隊  | 第2中隊  | 第2中隊  | 第2中隊  |  |  |            |            |            |            |            |            |  |  |                      |                      |                      |                      |                      |                      |  |  |
|            |            |            |            |            |            |  |  |  |  | 本部中隊      | 本部中隊      | 本部中隊      | 本部中隊      | 本部中隊      | 本部中隊      |  |  | 第2中隊  | 第2中隊  | 第2中隊  | 第2中隊  | 第2中隊  | 第2中隊  |  |  |            |            |            |            |            |            |  |  |                      |                      |                      |                      |                      |                      |  |  |
|            |            |            |            |            |            |  |  |  |  |               |               |               |               |               |               |  |  | 第3中隊  |          |          |          |          |          |  |  |            |            |            |            |            |            |  |  |                      |                      |                      |                      |                      |                      |  |  |
|            |            |            |            |            |            |  |  |  |  |               |               |               |               |               |               |  |  |          |          |          |          |          |          |  |  |            |            |            |            |            |            |  |  |                      |                      |                      |                      |                      |                      |  |  |
|            |            |            |            |            |            |  |  |  |  |               |               |               |               |               |               |  |  |          |          |          |          |          |          |  |  |            |            |            |            |            |            |  |  |                      |                      |                      |                      |                      |                      |  |  |
|            |            |            |            |            |            |  |  |  |  |               |               |               |               |               |               |  |  |          |          |          |          |          |          |  |  |            |            |            |            |            |            |  |  |                      |                      |                      |                      |                      |                      |  |  |
|            |            |            |            |            |            |  |  |  |  |               |               |               |               |               |               |  |  |          |          |          |          |          |          |  |  |            |            |            |            |            |            |  |  |                      |                      |                      |                      |                      |                      |  |  |
|            |            |            |            |            |            |  |  |  |  | 通信中隊      | 通信中隊      | 通信中隊      | 通信中隊      | 通信中隊      | 通信中隊      |  |  | 施設中隊 | 施設中隊 | 施設中隊 | 施設中隊 | 施設中隊 | 施設中隊 |  |  | 後方支援隊 | 後方支援隊 | 後方支援隊 | 後方支援隊 | 後方支援隊 | 後方支援隊 |  |  | 陸上自衛隊空挺教育隊 | 陸上自衛隊空挺教育隊 | 陸上自衛隊空挺教育隊 | 陸上自衛隊空挺教育隊 | 陸上自衛隊空挺教育隊 | 陸上自衛隊空挺教育隊 |  |  |

## 主要幹部
| 官職名                          | 階級    | 氏名     | 補職発令日     | 前職                                   |
| ------------------------------- | ------- | -------- | -------------- | -------------------------------------- |
| 第1空挺団長 兼 習志野駐屯地司令 | 陸将補  | 石原由尊 | 2025年03月24日 | 陸上自衛隊教育訓練研究本部研究部長     |
| 副団長                          | 1等陸佐 | 髙倉敬   | 2024年03月18日 | 陸上自衛隊九州補給処総務部長           |
| 高級幕僚                        | 1等陸佐 | 久我健児 | 2024年08月02日 | 空挺教育隊長 ※2025年1月1日 1等陸佐昇任 |

| 代 | 氏名                 | 在職期間                                                   | 出身校・期                     | 前職                                         | 後職                                            |
| -- | -------------------- | ---------------------------------------------------------- | ------------------------------ | -------------------------------------------- | ----------------------------------------------- |
| 01 | 衣笠駿雄 （1等陸佐） | 1958年06月25日 - 1958年07月31日                            | 陸士48期・ 陸大55期            | 空挺教育隊長                                 | 陸上幕僚監部第3部研究班長                       |
| 02 | 渡邊利亥             | 1958年08月01日 - 1963年03月15日 ※1961年01月01日 陸将補昇任 | 陸士45期・ 陸大53期            | 陸上幕僚監部第3部業務計画班長 （1等陸佐）    | 東部方面総監部幕僚長 兼 市ケ谷駐とん地司令      |
| 03 | 片木良平             | 1963年03月16日 - 1966年03月15日 ※1964年07月06日 陸将補昇任 | 陸士46期                       | 陸上自衛隊富士学校普通科教育部長 （1等陸佐） | 第1教育団長 兼 武山駐とん地司令                 |
| 04 | 花見侃               | 1966年03月16日 - 1968年03月15日                            | 陸士47期・ 陸大57期            | 第3師団副師団長 兼 千僧駐とん地司令          | 陸上幕僚監部付 →1968年10月31日 退職（陸将昇任） |
| 05 | 倉重翼               | 1968年03月16日 - 1970年06月30日                            | 陸士52期                       | 陸上幕僚監部第1部副部長                      | 北部方面総監部幕僚長 兼 札幌駐とん地司令        |
| 06 | 越智誠一             | 1970年07月01日 - 1971年08月19日                            | 陸士54期                       | 第1空挺団副団長                              | 東部方面総監部幕僚長 兼 市ケ谷駐とん地司令      |
| 07 | 八木正忠             | 1971年08月20日 - 1973年03月15日 ※1972年07月01日 陸将補昇任 | 陸士54期                       | 富士教導団副団長 （1等陸佐）                 | 自衛隊体育学校長                                |
| 08 | 那須明               | 1973年03月16日 - 1976年07月01日 ※1975年07月01日 陸将昇任   | 陸士54期                       | 陸上幕僚監部監察官                           | 退職                                            |
| 09 | 小林正信             | 1976年07月01日 - 1980年03月16日 ※1979年07月10日 陸将昇任   | 陸士59期・ 関西大学 昭和24年卒 | 第1空挺団副団長                              | 第1師団長                                       |
| 10 | 若月勲               | 1980年03月17日 - 1982年06月30日 ※1980年07月01日 陸将補昇任 | 名幼47期・ 中央大学 昭和28年卒 | 第10師団司令部幕僚長 （1等陸佐）             | 北部方面総監部幕僚長 兼 札幌駐屯地司令          |
| 11 | 水野智之             | 1982年07月01日 - 1984年06月30日                            | 防大1期                        | 第5師団司令部幕僚長                          | 自衛隊富士学校普通科部長                        |
| 12 | 小林英雄             | 1984年07月01日 - 1986年07月31日 ※1985年03月16日 陸将補昇任 | 防大1期                        | 中部方面総監部人事部長 （1等陸佐）           | 第10師団副師団長 兼 守山駐屯地司令              |
| 13 | 楠元惇之             | 1986年08月01日 - 1989年03月16日                            | 防大1期                        | 自衛隊愛知地方連絡部長                       | 退職                                            |
| 14 | 木家勝               | 1989年03月16日 - 1991年03月15日                            | 防大6期                        | 北部方面総監部防衛部長                       | 陸上自衛隊幹部候補生学校長 兼 前川原駐屯地司令  |
| 15 | 土井義彦             | 1991年03月16日 - 1993年06月30日                            | 防大7期                        | 第9師団副師団長 兼 青森駐屯地司令            | 陸上自衛隊東北地区補給処長                      |
| 16 | 山本勝               | 1993年07月01日 - 1996年03月24日                            | 防大9期                        | 自衛隊沖縄地方連絡部長                       | 陸上自衛隊富士学校副校長                        |
| 17 | 高橋佳嗣             | 1996年03月25日 - 1998年06月30日                            | 防大11期                       | 陸上自衛隊幹部候補生学校学生隊長             | 自衛隊体育学校長                                |
| 18 | 衣笠陽雄             | 1998年07月01日 - 2001年01月10日                            | 防大13期                       | 第6師団司令部幕僚長                          | 陸上自衛隊関西補給処長 兼 宇治駐屯地司令        |
| 19 | 直海康寛             | 2001年01月11日 - 2002年03月21日                            | 防大16期                       | 陸上自衛隊富士学校特科部長                   | 陸上自衛隊幹部候補生学校長 兼 前川原駐屯地司令  |
| 20 | 火箱芳文             | 2002年03月22日 - 2003年03月26日                            | 防大18期                       | 中部方面総監部幕僚副長                       | 北部方面総監部幕僚長 兼 札幌駐屯地司令          |
| 21 | 寺崎芳治             | 2003年03月27日 - 2005年01月11日                            | 防大20期                       | 陸上幕僚監部監理部総務課庶務室長             | 東北方面総監部幕僚副長                          |
| 22 | 木野村謙一           | 2005年01月12日 - 2006年08月03日                            | 防大23期                       | 陸上幕僚監部人事部人事計画課長               | 陸上幕僚監部運用支援・情報部長                  |
| 23 | 岡部俊哉             | 2006年08月04日 - 2008年07月31日                            | 防大25期                       | 陸上幕僚監部運用支援・情報部 運用支援課長    | 西部方面総監部幕僚副長                          |
| 24 | 永井昌弘             | 2008年08月01日 - 2010年07月25日                            | 防大25期                       | 東北方面総監部幕僚副長                       | 陸上自衛隊富士学校特科部長                      |
| 25 | 山之上哲郎           | 2010年07月26日 - 2012年07月25日                            | 防大27期                       | 第3師団副師団長 兼 千僧駐屯地司令            | 陸上幕僚監部教育訓練部長                        |
| 26 | 前田忠男             | 2012年07月26日 - 2013年12月17日                            | 防大31期                       | 陸上幕僚監部装備部装備計画課長               | 陸上自衛隊幹部候補生学校長 兼 前川原駐屯地司令  |
| 27 | 岩村公史             | 2013年12月18日 - 2015年08月03日                            | 防大29期                       | 中央即応集団副司令官                         | 陸上自衛隊富士学校副校長                        |
| 28 | 兒玉恭幸             | 2015年08月04日 - 2018年03月26日                            | 防大33期                       | 陸上幕僚監部人事部募集・援護課長             | 陸上幕僚監部監察官                              |
| 29 | 戒田重雄             | 2018年03月27日 - 2020年08月24日                            | 防大35期                       | 西部方面総監部幕僚副長                       | 陸上幕僚監部運用支援・訓練部長                  |
| 30 | 堺一夫               | 2020年08月25日 - 2022年03月29日                            | 防大36期                       | 西部方面総監部幕僚副長                       | 東部方面総監部幕僚長 兼 朝霞駐屯地司令          |
| 31 | 若松純也             | 2022年03月30日 -2025年03月23日                             | 防大36期                       | 第8師団副師団長 兼 北熊本駐屯地司令          | 第6師団長（陸将昇任）                           |
| 32 | 石原由尊             | 2025年03月24日 -                                           | 防大40期                       | 陸上自衛隊教育訓練研究本部研究部長           |                                                 |

## 空挺訓練生

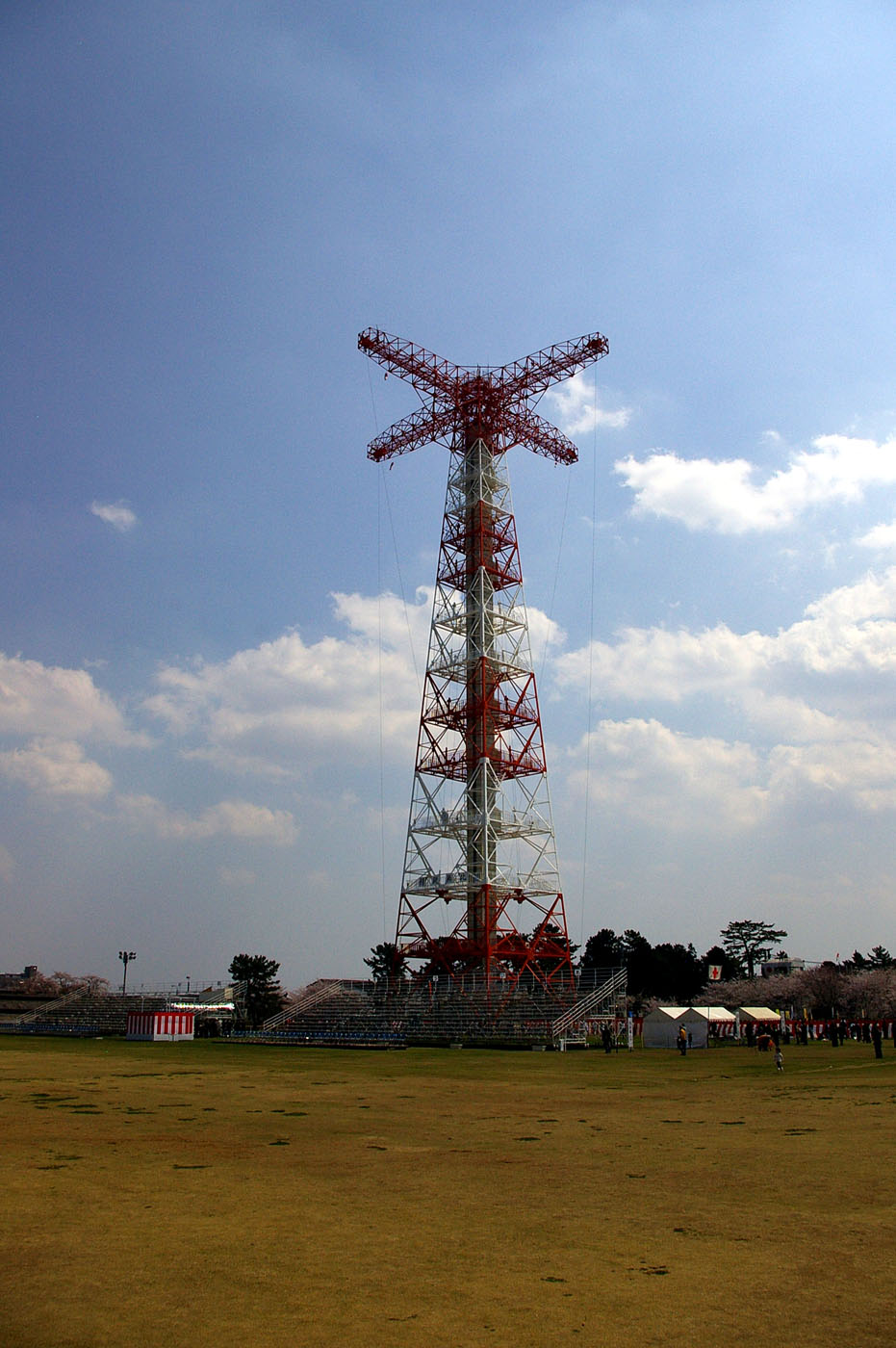
降下訓練塔。

- 空挺訓練生になるためにはいくつかの条件がある。
  - 年齢は陸曹が36歳未満、陸士が28歳未満
  - 適性検査は知能・性格・作業素質・職業適性の各検査に適性があることが条件である。
  - 体力検定は一般が5級以上で、 第1法が各種目最低45点以上、第2法が合計160点以上となり、空挺式では懸垂・かがみ跳躍等5種目の各最低60点以上となっている。
  - 体格は身長161cm以上、体重49kg以上、胸囲78.5cm以上
  - 血圧は34歳以下で140mmHg～100mmHg、90mmHg以下となっている。
  - 肺活量は3200cm3以上
  - その他においては握力30kg以上、その他の検査等

## スポーツ
ラグビー部は関東社会人リーグ1部に所属している。
様々な大会に出場し、嘗ては上位入賞の好成績を挙げていた。
実際に、富士山で行われる富士登山駅伝では、滝ヶ原自衛隊（富士教導団普通科教導連隊など）と毎年優勝争いをしていた。また自衛隊内での交流試合や大会などにおいても常に優勝していた。
近年では衰退が著しく、銃剣道は初戦敗退している。背景として、志願者母数の減少と、景気回復による民間企業チームの力量向上があげられている。

## モットー
- 風林火山。それぞれ各種の競技会に掛けている
  - 「風」：疾きこと風の如く。持続走競技会のこと。
  - 「林」：徐かなること林の如し。射撃競技会のこと。
  - 「火」：侵掠すること火の如く。ラグビー競技会のこと。
  - 「山」：動かざること山の如し。武道競技会のこと。（銃剣道、徒手格闘、剣道および柔道からなる。）
- 降下の心構え
  1. 確実
  2. 機敏
  3. 細心
  4. 大胆
  5. 協同
- 前動続行
  - いかなる犠牲があろうとも、任務遂行のため命令どおりに指示を続行すること。不屈の精神を現す。
- 空挺精神【精鋭無比】
  - 空挺隊員は、強靭な意志と追随を許さない創意と挺身不難の気概とを堅持し、剛胆にして沈着、機に応じ自主積極的に行動し、たとえ最後の一員となっても任務の達成に邁進しなければならない。他の隊員やマニアなどから“第1狂っている団”などと言われる理由はここにある。

## 所在地
駐屯地の住所は千葉県船橋市薬円台であり、船橋市習志野台は習志野市ではなく、駐屯地名とその住所は一致しない。駐屯地の名は、かつて付近一帯が習志野と呼ばれていたことに由来する（明治天皇が1873年（明治6年）4月の陸軍演習行幸後、指揮官の篠原國幹陸軍少将を皇居に呼び、演習した土地を「習志野原」（「篠原に習え」の意味。正しくは「倣え」）と命名した。
駐屯地は国道296号（成田街道）沿いの船橋市と習志野市に隣接する住宅地の真ん中にあり、演習場の半分以上は八千代市高津となっている。また演習場の南側一部の境界はそのまま習志野市と八千代市との境界になっている。最寄駅は京成松戸線習志野駅。

## 警備隊区
- 船橋市
- 習志野市
- 八千代市
- 白井市
- 印西市
- 成田市
- 富里市
- 八街市
- 佐倉市
- 旭市
- 香取市
- 銚子市
- 匝瑳市
- 大網白里市
- 東金市
- 山武市
- 栄町
- 酒々井町
- 神崎町
- 東庄町
- 多古町
- 横芝光町
- 芝山町

## 登場作品

### 映画
『宣戦布告』
『第八空挺部隊 壮烈鬼隊長』
『右向け左!自衛隊へ行こう』
『ミッドナイト・イーグル』
『風が通り抜ける道』沖縄県後援、カンヌ国際映画祭2023年 披露上映作品、沖縄国際映画祭2023年 正式出品作品、一般劇場公開2024年（イオンエンターテイメント）

### ドラマ
『CRISIS 公安機動捜査隊特捜班』
公安機動捜査隊の稲見朗が第1空挺団出身の元自衛官。

### 小説
『ゲート 自衛隊 彼の地にて、斯く戦えり』
大規模な空挺降下作戦を実行し、帝国に奇襲をかける。
『ゼロの迎撃』
既に壊滅した特殊作戦群の替わりとして北朝鮮特殊部隊の拠点と思われたビルに1個分隊が突入するが、罠にはまり爆発に飲み込まれてしまう。また、錦糸町に立てこもる北朝鮮特殊部隊の別働隊を掃討。警察力では太刀打ちできなかった別働隊を制圧した。
『黙示の島』
登場人物の一人が第1空挺団（および冬季戦技教育隊）出身の元自衛官。作品の舞台となる太平洋上の小島にてひっそりと生活していたが、これは自衛隊が来るソ連侵攻に備え、特殊訓練経験者を全国の小島に離島残置工作員として配置したため。
『土漠の花』
ソマリアの国境付近で墜落したヘリコプターの捜索救助を行っていた、陸上自衛隊の空挺団の精鋭12人が民族紛争に巻き込まれてしまう。
『東京×異世界戦争 自衛隊、異界生物を迎撃せよ』
異界生物に襲撃されていた東京消防庁の特殊救急車を救助し、聖バジル国際病院の警護を担当する。
『特殊作戦群追跡す!』
佐渡島等のレーダーサイトの臨時警備についていた。また、佐渡島の部隊は不明勢力と交戦し一方的な被害を出した後、島内の警戒に当たった。
『日本国召喚』
第1巻で警視庁SATとともにロウリア王城内へとヘリボーンで突入し、王であるハーク・ロウリア34世をSATに逮捕させる。また第6巻では、ムー国の特殊部隊に教育を行っている事が語られている。
『ブラッドバス』
深見真の小説。主人公の一人、入江公威が第1空挺団の隊員。また冒頭にて、第1空挺団が特殊作戦群や西部方面普通科連隊とともに自衛官を極秘に海外へ派遣して実戦経験を積ませる様子が描かれる。
『ラブコメ今昔』
有川浩の短編小説集。表題作「ラブコメ今昔」の主人公である今村和久二等陸佐が第1空挺団所属の大隊長。
『エアボーンウイッチ～異世界帰りの魔導師は、第１空挺団に所属しました～』
呑兵衛和尚の小説。主人公の如月弥生が、異世界から帰還した際に第１空挺団に所属。日本初の魔導師として自衛隊活動に参加している。

### アニメ・漫画
『RAID ON TOKYO』
小林源文の漫画。日本の新政府の要請で東京占領を行おうとするソ連軍に対し、超法規的に出動。国会議事堂にUH-1Hでヘリボーンを行う。しかし先に展開していたソ連軍と戦闘状態に陥り皇居へと撤退。以後は第1戦車大隊や東京湾内に展開した海上自衛隊護衛艦隊から支援を受けつつ、占領された国会議事堂や各省庁の奪取を目指して動く。
『暗殺教室』
防衛省の烏間 惟臣が第一空挺団の出身者。
『空母いぶき』
中国軍に占領された与那国島を奪還するため、特殊作戦群と共にC-2から空挺降下作戦を行う。
『習志野第一空挺団』
『バトルオーバー北海道』
小林源文の漫画。ソ連軍に占領された蘭留山に多数のUH-1Hを用いてヘリボーンし、これを占領する。
『魔法少女特殊戦あすか』
特殊作戦群本部の魔法少女特殊戦開発部隊「M班」の隊員として第1空挺団出身者が登場。
『やわらか戦車』
『レッドマン・プリンセス -悪霊皇女-』
『りっく☆じあ〜す』